# Rallus longirostris pallidus
Rallus longirostris pallidus is een ondersoort van de klapperral uit de familie van rallen.

## Verspreiding
De soort komt voor in noordelijk Yucatán (Mexico).